# مالكوم ليال دارلينغ
مالكوم ليال دارلينغ (بالإنجليزية: Malcolm Lyall Darling)‏ هو كاتب هندي، ولد في 1880، وتوفي في 1969.